# Ruth Manorama
Ruth Manorama, née le 30 mai 1952, est une militante sociale Dalit de Bangalore, en Inde, qui lutte pour les droits des femmes dalits, les droits des travailleuses domestiques et des travailleurs du secteur du travail non organisé, ainsi que pour les habitants des bidonvilles urbains. En 2006, elle reçoit le Right Livelihood Award.

## Jeunesse et éducation
Ruth Manorama est née le 30 mai 1952, fille aînée de cinq filles et trois garçons, de Dorothy Dhanraj, enseignante et Paul Dhanraj, employé des postes. Pour échapper à la pire oppression de caste, ses parents se sont convertis au christianisme. Manorama grandit en voyant ses parents constamment impliqués dans le travail social. Sa mère Dorothy se bat pour le droit à l'éducation contre sa famille conservatrice et devient finalement enseignante, en faisant campagne pour les droits des femmes à l'éducation. Fortement influencée par Pandita Ramabai, Dorothy nomme sa fille Manorama, en l'honneur de la deuxième fille de Pandita Ramabai qui s'appelait Mano. Son père Paul réussi à mobiliser les personnes économiquement défavorisées des villages voisins pour lutter pour leurs droits à la terre sur laquelle ils vivent depuis des générations,. Les parents de Manorama encouragent fortement, elle et ses sœurs, à être instruites et autonomes.
Après avoir obtenu un diplôme en sciences du Women's Christian College de Chennai, Manorama obtient une maîtrise en travail social de l'Université de Madras en 1975. En 2001, elle reçoit un doctorat honorifique « pour sa contribution distinguée apportée à l'Église et à la société » par l'Académie de théologie œcuménique indienne et d'administration de l'Église.

## Carrière
Manorama consacre sa vie à lutter contre une multitude de problèmes interconnectés liés aux oppressions découlant des hiérarchies de castes, de genres et de classes. Parmi les questions pour lesquelles elle se bat figurent les droits des travailleurs domestiques et du secteur du travail non organisé, les habitants des bidonvilles, les Dalits, ainsi que l'autonomisation des femmes marginalisées. Elle travaille à la fois au niveau local tout en se concentrant à la mobilisation de masse et le plaidoyer au niveau international.

### Postes occupés
Manorama fait partie intégrante de nombreuses organisations œuvrant pour les droits des Dalits, des femmes, des habitants des bidonvilles et du secteur non organisé. Certains d'entre eux sont :
- Secrétaire générale de Women's Voice Karnataka – Fondée en 1985, elle œuvre pour les droits des femmes vivant dans les bidonvilles et du secteur non organisé.
- Présidente de l'Alliance nationale des femmes – Cette alliance a été créée à la suite de la quatrième Conférence mondiale des femmes à Pékin en 1995 dans le but de surveiller les résultats du gouvernement quant à ses responsabilités envers les femmes.
- Co-secrétaire du Mouvement chrétien de libération des Dalits – Formé dans les années 1980, ce mouvement cherchait à mobiliser les chrétiens dalits pour obtenir des réserves dans les nominations publiques et les établissements d'enseignement.
- Secrétaire, Fédération des habitants des bidonvilles de l'État du Karnataka – Cette organisation éduque et mobilise les habitants des bidonvilles pour lutter pour leurs droits.
- Secrétaire, Développement de l'organisation au Centre national du travail – Il s'agit de l'organisation faîtière du travail non organisé en Inde, impliquée dans le lobbying et la rédaction du projet de loi sur la sécurité sociale pour le bien-être et les droits de 394 millions de travailleurs non organisés en Inde.
- Présidente de la Fédération nationale des femmes dalits (NFDW) – En 1993, Ruth a aidé à organiser une audience publique sur la violence contre les femmes dalits, qui a conduit à la création de la NFDW en 1995. Il s'agit d'une plateforme spéciale pour lutter contre la violence et la discrimination particulières auxquelles sont confrontées les femmes Dalits, en particulier dans les zones rurales et les bidonvilles[6].

Elle fait également partie de plusieurs organisations et collectifs internationaux tels que :
- Core Group MembPolier, Conseil des droits humains des femmes asiatiques – un réseau asiatique de femmes impliquées dans le travail en faveur des droits humains.
- Membre du groupe consultatif de l'International Women's Rights Action Watch (Asie-Pacifique) – ce groupe soutient et facilite les campagnes de plaidoyer pour les droits des femmes.
- Co-organisatrice, International Lobby & Advocacy for Dalit Human Rights – En 1998, à l'occasion du 50ème anniversaire de la Déclaration universelle des droits de l'homme, cette campagne a été fondée pour réitérer que les droits des Dalits sont des droits de l'homme, et a créé une campagne nationale de signature ayant récolté 2,5 millions de signatures pour éradiquer le système des castes en Inde.

En Inde, elle est également membre du Conseil de planification de l'État du Karnataka, de la Commission d'État pour les femmes, du Groupe de travail sur l'autonomisation des femmes du gouvernement indien et d'un certain nombre d'autres organismes étatiques et nationaux.

### Activisme
Dans les années 1980 et 1990, Manorama a dirigé des cortèges de plus de 150 000 personnes pour protester contre « l'Opération Démolition » menée par le gouvernement de l'État du Karnataka, qui était une campagne d'expulsion forcée. Elle et d’autres militants ont exigé une protection pour les personnes expulsées et le droit de vivre légalement et dans la dignité. Au nom des habitants des bidonvilles, Manorama a combattu devant les tribunaux de la Haute Cour et de la Cour suprême de l'Inde contre cette décision de l'administration du Karnataka.
Manorama a également créé le premier syndicat du pays en 1987 pour les travailleurs domestiques de Bangalore et a lutté pour son inclusion dans le salaire minimum.
Depuis les années 1980, Manorama s’emploie à mobiliser les plus démunis à la base. Dans plus de 120 bidonvilles, elle a été responsable de la mobilisation, de la formation et de l'autonomisation des femmes pour qu'elles puissent faire face à la discrimination et à la violence auxquelles elles sont confrontées et prendre le leadership au sein de leurs communautés. Ruth est également engagée dans la cause de l'émancipation des Dalits. Elle a participé à plusieurs luttes contre les violations des droits de l'homme, pour les droits fonciers et pour la cause des femmes Dalit et a énormément contribué à l'intégration des questions Dalit.
« Les femmes dalits en Inde sont les Dalits parmi les Dalits et souffrent d'une triple oppression – en raison du sexe résultant du patriarcat, de la caste des « intouchables » et de la classe sociale – car elles sont issues des communautés les plus pauvres et les plus marginalisées. Quatre-vingts pour cent des castes répertoriées vivent dans des zones rurales, dépendent d’un emploi salarié et doivent faire face à des taux élevés de sous-emploi, ce qui entraîne une plus grande incidence de la pauvreté », a déclaré Ruth avec force dans une interview avec The Hindu.

### Politique
Manorama a exprimé son opinion selon laquelle les femmes devraient être davantage impliquées dans la politique. Lors d'un panel sur « Les femmes dalits en politique : passé, présent et futur », organisé par All India Dalit Mahila Adhikar Manch et The Blue Club, elle a parlé de la pénurie de dalits, en particulier de femmes, qui participent à la politique. Elle a parlé du patriarcat, si répandu dans la politique indienne, que la plupart des femmes qui sont entrées en politique l'ont fait par népotisme et ont simplement été utilisées comme un faux gage d'égalité au Parlement. Elle a également déclaré que les communautés marginalisées, comme les femmes dalits, ont été les moteurs du changement.
Elle est entrée sur la scène politique pour la première fois en tant que candidate indépendante dans la circonscription de Bharathi Nagar en 2004. Elle a obtenu 1,61% des voix.
Lors des élections générales indiennes de 2014, elle a été nommée candidate du Janata Dal (laïc) de Bangalore Sud (circonscription de Lok Sabha), qui constitue des électeurs assez aisés et instruits,. Elle a fait campagne sur son rêve de toujours : voir une société sûre, sans corruption et inclusive. Elle a obtenu 2,30 % des voix.

## Nominations et récompenses
En 2006, Manorama a reçu le Right Livelihood Award pour « son engagement pendant des décennies en faveur de l'égalité pour les femmes Dalit, la création d'organisations efficaces et engagées de femmes, et travaillant pour leurs droits aux niveaux national et international ». « Le Right Livelihood Award est considéré comme le prix Nobel alternatif et la première récompense mondiale pour le courage personnel et la transformation sociale.
Manorama était également l'une des mille nommées pour le prix Nobel de la paix des 1 000 Femmes pour la Paix en 2005.

## Lectures complémentaires
- « Right Livelihood Award Recipient Ruth Manorama » [archive du 6 février 2007], Right Livelihood Foundation
- (en) « Ruth Manorama (2006, India) », Right Livelihood Foundation (consulté le 30 avril 2019)
- (en) « Ruth Manorama » (consulté le 30 avril 2019)
- (en) Josephine Joseph, « JD(S) fields Right Livelihood awardee in Bangalore South », 4 avril 2014 (consulté le 30 avril 2019)
- (en) Pushpa Achanta, « I want to pull more women into politics: Ruth Manorama », 11 avril 2014 (consulté le 30 avril 2019)
- (en) « A relentless crusader », The Hindu,‎ 23 juillet 2011 (lire en ligne, consulté le 30 avril 2019)
- (en) Sunitha Rao, « No money, no biryani. Only audacity of hope », The Times of India, 2 avril 2014 (consulté le 30 avril 2019)
- (en) National Election Watch, « Candidate Profile Ruth Manorama » (consulté le 30 avril 2019)
- (en) Mansi Maheshwari, « The Badass Women of Indian Politics: Election 2019 », 29 avril 2019 (consulté le 30 avril 2019)
- (en) Meena Kandasamy, « On Caste and Patriarchy: An Interview with Ruth Manorama », 27 décembre 2007 (consulté le 30 avril 2019)
- « Women in Informal Sector: 'To Keep on Keeping on' », Economic and Political Weekly, vol. 21, no 51,‎ 1986, p. 2216–2218 (JSTOR 4376465).
- Border Politics: Social Movements, Collective Identities, and Globalization, NYU Press, 2015 (ISBN 9781479898992, JSTOR j.ctt9qff82).
- Mukul, « To Organise the Unorganised », Economic and Political Weekly, vol. 30, no 24,‎ 1995, p. 1422–1423 (JSTOR 4402874).
- Dietrich, « Women's Struggle for Production of Life: Public Hearings of Women Workers in Informal Sector », Economic and Political Weekly, vol. 30, no 26,‎ 1995, p. 1551–1554 (JSTOR 4402933).
- Nigam, « In Search of a Bourgeoisie: Dalit Politics Enters a New Phase », Economic and Political Weekly, vol. 37, no 13,‎ 2002, p. 1190–1193 (JSTOR 4411919).
- Narasimhan, « Affirmative Action: Cross-Commonalities in the Backlash », Economic and Political Weekly, vol. 42, no 16,‎ 2007, p. 1414–1416 (JSTOR 4419489)